# Leonardo Patrasso
Leonardo Patrasso (ur. ok. 1240, zm. 7 grudnia 1311) – włoski duchowny katolicki. Krewny papieża Bonifacego VIII.
Był biskupem Modon (przed 1290-1297) i Aversa (1290/97-1299) oraz arcybiskupem Kapui (1299-1300). Bonifacy VIII mianował go administratorem apostolskim diecezji suburbikarnej Ostia e Velletri (25 lutego 1298), a następnie kardynałem-biskupem Albano (2 marca 1300). Uczestniczył w konklawe 1303 i Konklawe 1304–1305. Zmarł w Lukce w czasie podróży do Rzymu na koronację cesarską króla Niemiec Henryka VII.